# (3468) Urgenta
(3468) Urgenta ist ein Asteroid des Hauptgürtels, der am 7. Januar 1975 vom Schweizer Astronomen Paul Wild, vom Observatorium Zimmerwald der Universität Bern aus, entdeckt wurde.
Der Asteroid ist, in Anspielung auf die wahrscheinliche Form des Objekts, nach der gleichnamigen Kartoffelsorte benannt.